# Fasciitis
Een fasciitis is een ontsteking van de fascie (bindweefsel). De uitgang -itis duidt op ontsteking. Fasciitis komt in een aantal specifieke aandoeningen voor:
- Plantaire fasciitis (aan de onderkant van de voetzool)
- Necrotiserende fasciitis (een bacteriële infectieziekte)
- Nodulaire fasciitis (een goedaardige weke delen tumor)
- Eosinofiele fasciitis (syndroom van Shulman)